# Eric Prydz
Eric Prydz (Täby, 19 juli 1976) is een Zweedse diskjockey en producer. Hij brak door met zijn hit Call on Me uit 2004. Andere hits van Prydz zijn Proper Education, Pjanoo, Generate en Opus.

## Biografie
Het idee voor Call on Me, met sample van Steve Winwood, kwam oorspronkelijk van Thomas Bangalter en DJ Falcon. Het kwam echter niet van een officiële release. Eric Prydz pikte het nummer op, waarbij Winwood de sample opnieuw inzong. Call on Me werd een hit. Er ontstond hier een nieuwe rel over wie de eerste was die het nummer maakte maar daarbij trok Bangalter aan het kortste eind. Prydz' remix van Pink Floyds nummer  "Another Brick in the Wall, Part Two" getiteld Proper Education werd in 2007 een hit. In de zomer van 2008 haalde hij opnieuw de hitlijsten met Pjanoo.
Samen met Axwell, Steve Angello en Sebastian Ingrosso vormde Prydz een groep dj's die zichzelf gekscherend de Swedish House Mafia noemden. Prydz werd geen lid van de gelijknamige groep die in 2008 werd gevormd door de overige drie leden. Prydz noemt zichzelf een controlefreak in de studio waar moeilijk mee is samen te werken, zelfs met vrienden. Ook heeft hij vliegangst, wat veel internationaal optreden bemoeilijkt.
Hoewel Call on Me de Zweedse dj wereldberoemd maakte, heeft hij sinds 2005 het nummer niet meer gespeeld in een optreden. Prydz maakte het als een zijprojectje en distantieerde zich van de plotse aandacht voor het nummer terwijl hij verder ging met het maken van muziek. Hierbij gebruikt Eric niet alleen zijn eigen naam, maar ook het alias Pryda voor progressive house terwijl hij als Cirez D techno uitbrengt op zijn MouseVille-label.
De in 2009 uitgebrachte single Miami to Atlanta heeft een belangrijke invloed gehad op de elektronische dansmuziek, specifiek het bigroom-subgenre. Het nummer bevat de kenmerkende Pryda Snare, een vervormde sample van een kleine trom. In 2011-2012 werd het gebruik van soortgelijke samples populair in hits van onder andere Swedish House Mafia, Nicky Romero, Martin Garrix en Hardwell.

## Discografie

### Albums
| Album met hitnotering(en) in de Vlaamse Ultratop 200 albums | Datum van verschijnen | Datum van binnenkomst | Hoogste positie | Aantal weken | Opmerkingen |
| ----------------------------------------------------------- | --------------------- | --------------------- | --------------- | ------------ | ----------- |
| Eric Prydz presents Pryda                                   | 18-05-2012            | 02-06-2012            | 84              | 6            |             |
| Opus                                                        | 05-02-2016            | 13-02-2016            | 19              | 12           |             |

### Singles
| Single met eventuele hitnotering(en) in de Nederlandse Top 40 | Datum van verschijnen | Datum van binnenkomst | Hoogste positie | Aantal weken | Opmerkingen                                                           |
| ------------------------------------------------------------- | --------------------- | --------------------- | --------------- | ------------ | --------------------------------------------------------------------- |
| Call on Me                                                    | 20-09-2004            | 25-09-2004            | 4               | 13           | Nr. 10 in de Single Top 100 / Dancesmash op Radio 538                 |
| Proper Education                                              | 12-01-2007            | 06-01-2007            | 3               | 13           | met Pink Floyd / Nr. 4 in de Single Top 100 / Dancesmash op Radio 538 |
| Pjanoo                                                        | 11-08-2008            | 09-08-2008            | 4               | 17           | Nr. 3 in de Single Top 100                                            |
| Niton (The Reason)                                            | 2010                  | 25-12-2010            | tip2            | -            | Nr. 82 in de Single Top 100                                           |
| Every Day                                                     | 15-10-2012            | 10-11-2012            | tip2            | -            | Nr. 61 in de Single Top 100                                           |

| Single met hitnotering(en) in de Vlaamse Ultratop 50 | Datum van verschijnen | Datum van binnenkomst | Hoogste positie | Aantal weken | Opmerkingen                                  |
| ---------------------------------------------------- | --------------------- | --------------------- | --------------- | ------------ | -------------------------------------------- |
| Call on Me                                           | 2004                  | 16-10-2004            | 4               | 18           |                                              |
| Proper Education                                     | 2006                  | 20-01-2007            | 2               | 16           | met Pink Floyd / Nr. 29 in de Radio 2 Top 30 |
| Pjanoo                                               | 2008                  | 13-09-2008            | 8               | 20           |                                              |
| Niton (The Reason)                                   | 2010                  | 12-02-2011            | tip18           | -            |                                              |
| Every Day                                            | 2012                  | 22-12-2012            | tip5            | -            |                                              |
| Liberate                                             | 2014                  | 23-05-2014            | tip50           | -            |                                              |
| Tether                                               | 2015                  | 04-04-2015            | tip33           | -            | met Chvrches                                 |
| Opus                                                 | 2015                  | 28-11-2015            | 3               | 11           |                                              |
| Breathe                                              | 2016                  | 27-02-2016            | tip             | -            | met Rob Swire                                |
| Illumination                                         | 2019                  | 13-07-2019            | tip             | -            | als Pryda                                    |
| Nopus                                                | 2020                  | 31-10-2020            | tip             | -            |                                              |